# Scopula repletaria
Scopula repletaria là một loài bướm đêm trong họ Geometridae.